# Sphaerocionium hirsutum
Sphaerocionium hirsutum là một loài thực vật có mạch trong họ Hymenophyllaceae. Loài này được (L.) Fée ex E. Fourn. miêu tả khoa học đầu tiên năm 1872.